# Oreoweisia mexicana
Oreoweisia mexicana là một loài rêu trong họ Dicranaceae. Loài này được H. Rob. mô tả khoa học đầu tiên năm 1965.